# Líbera
Segons la mitologia romana, Líbera va ser una divinitat itàlica agrària que formava una tríada amb Ceres i amb Líber, del que n'era l'esposa.
Considerada després filla de Ceres, se la va identificar amb Prosèrpina (Persèfone). Segons Higí, Líbera era Ariadna divinitzada.